# مجرة قزمة NGC 5238
NGC 5238 في الفهرس العام الجديد، هي مجرة، تقع في كوكبة السلوقيان. اكتشفت في 1789 بواسطة ويليام هيرشل.
هي مجرة غير منتظمة يبلغ قطرها 64.4 ثانية قوسية. تم تصنيفها أحيانًا على أنها مجرة قزمة زرقاء مضغوطة. على الرغم من أن بعض الباحثين افترضوا أنها عضو في مجموعة مجرات M101 ، إلا أنه يُعتقد حاليًا أنها مجرة معزولة.
عند زاوية ميل 39 درجة بالنسبة للأرض ،  تبلغ كتلة NGC 5238 كتلة إجمالية 117 مليون كتلة شمسية ،  مع معدل تكوين نجمي يبلغ 0.01 كتلة شمسية سنويًا. من الكتلة الكلية ، يبدو أن غاز HI (منطقة هيدروجين I ) يمثل فيها 26 مليون كتلة شمسية.

## التصنيف
في عام 1977 ، تم افتراض أن NGC 5238 ليست مجرة واحدة ، بل زوج من المجرات المتفاعلة. لم يتم إجراء دراسة مخصصة لتعيين منحنى الدوران للمجرة إلا بعد عشر سنوات ، مما يدل على أن المجرة هي بالفعل مجرة واحدة. إحدى المنطقتين اللتين كان يُعتقد أنهما نواة لمجرة تم عرضها بدلاً من ذلك على أنها مجرد منطقة هيدروجين II (HII) كبيرة يبلغ قطرها حوالي 100 فرسخ فلكي .
كان النوع المورفولوجي لـ NGC 5238 موضوع بعض الجدل. في عام 1979 ، تم تصنيف المجرة على أنها مجرة [دوامة شريطية]. بعد فترة وجيزة ، في عام 1984 ، تم تضمين المجرة في دراسة مجرات القزم الأزرق المضغوط ، غير المتوافقة مع تصنيف المجرات الحلزونية المحظورة . ومع ذلك ، فقد تم اعتبار التصنيف الحلزوني المحظور التصنيف الصحيح لسنوات. لم يتم التعرف على المجرة لأول مرة على أنها مجرة قزمة غير منتظمة حتى منتصف التسعينيات. حتى بعد ذلك ، تعرفت غالبية الدراسات على المجرة على أنها مجرة حلزونية حتى عام 2015 ، عندما كان تصنيفها غير منتظم أخيرًا أصبح مقبولًا على نطاق واسع 

## المظهر
كما يبدو لنا ، فإن NGC 5238 مائلة بميل 39 درجة. 37 ± 5° in 1992, يتبع هذا التقدير لعام 2013 التقديرات السابقة البالغة 30 درجة في عام 1987 ،  37 ± 5 درجة في عام 1992 ، و 47 درجة في عام 1999  في نطاق سبيتزر 3.6 ميكرون ، يكون المحور شبه الرئيسي لحجمها الزاوي هو 64.4 " ، مع قيمة إنزياح مركزي قدره 0.201.

## المسافة
تم تخفيض تقدير المسافة إلى NGC 5238 بشكل كبير منذ الحساب الأول. كان أول تقدير منشور للمسافة هو 7 مليون فرسخ فلكي ، مشتق باستخدام الانزياح الأحمر. ظل هذا هو التقدير السائد حتى عام 1996 ، عندما وُجد أن المسافة أقل بكثير ، وقدرت بـ 5.18 مليون فرسخ فلكي. . بعد ذلك ، باستخدام البيانات الطيفية من خط طيفي 21 سنتيمتر منطقة هيدروجين I ، تم حساب المسافة لتكون 4.7 مليون فرسخ فلكي في عام 1999 ،  على الرغم من أن دراسة منطقة الهيدروجين HI المحدثة وجدت قيمة أعلى قليلاً عند مسافة 5.20 مليون فرسخ فلكي في عام 2002. بعد خمس سنوات ، في عام 2007 ، تم تخفيض تقدير المسافة بشكل أكبر إلى 4.50 مليون فرسخ فلكي ، وهو قريب جدًا من القيمة المقبولة اليوم.
طريقة واحدة لتحديد المسافة بشكل لا لبس فيه هي الشموع القياسية . رأس فرع العملاق الأحمر هي عماد تلك الطريقة ؛ يجب أن يكون ألمع النجوم العملاقة الحمراء في كل مجرة نفس اللمعان المعروف بالضبط. عندما يقترن بتصحيحات الاحمرار بين النجوم ، فإن هذا يسمح بتحديد دقيق لمسافة المجرة وبعدها عنا. بحلول عام 2009 ، أصبحت صورة تلسكوب هابل الفضائي لـ NGC 5238 متاحة لحل النجوم الفردية داخل المجرة. باستخدام هذه الطريقة ، تم حساب معامل المسافة بقيم 28.27 ، وهو ما يقابل مسافة 4.51 مليون فرسخ فلكي ، وهي القيمة المقبولة اليوم.

## اقرأ أيضا
- NGC 3258 مجرة

## روابط خارجية
- مجرة قزمة NGC 5238 على موقع ويكي سكاي: DSS2, SDSS, GALEX, IRAS, Hydrogen α, X-Ray, Astrophoto, Sky Map, Articles and images